# بينيت تايلر
بينيت تايلر (بالإنجليزية: Bennet Tyler)‏ هو مربي أمريكي، ولد في 10 يوليو 1783 في ميدلبوري في الولايات المتحدة، وتوفي في 14 مايو 1858 في South Windsor, Connecticut ‏ في الولايات المتحدة.